# Nekrasín (przystanek kolejowy)
Nekrasín – przystanek kolejowy w miejscowości Nekrasín, w kraju południowoczeskim, w Czechach Znajduje się na wysokości 500 m n.p.m.
Na stacji nie ma możliwości zakupu biletów, a obsługa podróżnych odbywa się w pociągu.

## Linie kolejowe
- 228 Jindřichův Hradec - Obrataň